# Гузенко Світлана Валентинівна
Гузенко Світлана Валентинівна (нар. 13 січня 1974, Миколаїв) — декан філологічного факультету Миколаївського національного університету імені В. О. Сухомлинського, доктор філософії в галузі гуманітарних наук, доцент.

## Біографія
Гузенко Світлана Валентинівна народилася 13 січня 1974 року в м. Миколаєві. Тут закінчила середню загальноосвітню школу, стала випускником філологічного факультету Миколаївського державного педагогічного інституту, отримавши спеціальність учителя російської мови та літератури.
Учителювати С. В. Гузенко розпочала 2004 року в ЗОШ № 53 м. Миколаєва. Протягом майже десяти років вона навчала дітей російської мови, світової літератури, готувала переможців обласних олімпіад, отримала кваліфікацію вчителя І категорії, працювала керівником методичного об'єднання вчителів російської мови та літератури.
В 2001 році Світлана Валентинівна знову вступає до Миколаївського державного університету, де вона навчалася на факультеті іноземної філології за спеціальністю «Англійська мова та зарубіжна література».
З 2002 р. С. В. Гузенко працює у Миколаївському обласному педагогічному інституті післядипломної педагогічної освіти спочатку методистом відділу інноваційного розвитку освіти, пізніше — викладачем кафедри мовно-літературної освіти. Викладає Світлана Валентинівна курси: «Лінгвістичний аналіз тексту в середній школі», «Культура українського ділового мовлення» та ін. У цей період вона виконує обов'язки секретаря Вченої ради МОІППО, здобуває досвід роботи коректора текстів українською, російською та англійською мовами.
З 2003 року коло філологічних інтересів С. В. Гузенко розширюється: вона вступає до аспірантури Миколаївського державного університету за спеціальністю 10.02.01 «Українська мова». Дисертаційне дослідження «Синтаксис рекламного дискурсу» успішно захистила у 2010 році в Інституті української мови НАН України. Одним із важливих результатів вивчення цієї теми є розробка технології аналізу рекламних текстів у комунікативно — прагматичному аспекті.
З 2007 р. С. В. Гузенко працює в Миколаївському державному університеті імені В. О. Сухомлинського викладачем кафедри видавничої справи та редагування, з 2009 р. — викладачем кафедри філологічної підготовки. З 2016 р. — декан філологічного факультету.

## Науковий доробок
- Прагмалінгвістика рекламного дискурсу: монографія / С. В. Гузенко; Миколаїв. нац. ун-т ім. В. О. Сухомлинського. - Миколаїв: Іліон, 2014. - 179 с. [2]
- Літературне редагування: навчальний посібник для студентів ВНЗ / С. В. Гузенко; Миколаївський національний університет ім. В. О. Сухомлинського. — Миколаїв: ІЛІОН, 2013. — 132 с.[2]